# Joseph Giordani
Pour les articles homonymes, voir Giordani.
Joseph Giordani est un peintre reconnu comme appartenant à l’école de la peinture en Corse au XIXe siècle. Né le 19 mars 1815 à Bastia, il est un fils de l'architecte peintre décorateur italien Luigi Giordani (~1778, 1833). Pendant toute sa vie de peintre, il est resté attaché à la commune de La Porta, où il se maria et fut conseiller municipal, ce qui lui vaut dans les manuels le surnom de "Joseph Giordani de La Porta".
Traditionnellement les peintres décorateurs étaient amenés à restaurer partiellement ou intégralement les peintures anciennes d'un prédécesseur. Dans d'autres cas ils créaient leur propre décor à l'intérieur d'une oeuvre existante. Joseph Giordani est un de ces artistes qui ont participé  à la décoration à fresques de l'intérieur des églises baroques de Haute-Corse. En alternance avec cette activité, il  réalise des peintures traditionnelles sur toile à caractère religieux, souvent de grandes dimensions car destinées à être placées au centre d'un retable. Leurs thèmes sont associés au saint vénéré dans l'église. Un aspect moins connu de son oeuvre est la peinture de bannières processionnelles à double faces.
Joseph Giordani a été productif jusqu'en 1892 où, âgé de 77 ans il peint l'un de ses derniers tableaux connus. Il nous laisse une importante production d'oeuvres disséminées dans les églises corses, souvent répertoriées dans les bases de recensement du patrimoine français (Base Palissy).
Joseph Giordani est décédé à La Porta le 28 janvier 1897 à l'âge de 82 ans.

## Œuvre

### Décorations à fresques
- La Porta (église Saint Jean-Baptiste): 
  - Voute en partie repeinte et création du décor peint d'une chapelle latérale (1866)[6].
- Pietracaggio (église Saint Sauveur):
  - Restauration des décors monumentaux (1837) peints un siècle plus tôt par Dommenico Baino[7].
- Talasani (église Sainte Lucie):
  - Peinture murale: Le ravissement de Saint Lucie et les quatre Evangélistes (1840)[8].
- Piazzole (église de l'Annonciation):
  - Peinture d'une Annonciation et des quatre Evangélistes (1846)[9].
- Quercitello (église Saint Charles Borromée):
  - Fresque du maître-autel représentant Saint Charles Borromée (1846)[10].
- Moïta (église Saint Siméon): 
  - Retable peint sur mur : Présentation de Jésus au Temple (1849)[11].

### Peintures sur toile
- La Porta (église Saint Jean-Baptiste):
  - Tableau d'Autel: Les âmes du purgatoire avec Saint Antoine de Padoue et Saint Michel (1880)[12].
  - Tableau d'Autel: Saint Joseph et Saint Pancrace (1884)[13].
- Talasani (église Sainte Lucie):
  - Tableau d'Autel: Le martyre de Sainte Lucie (1841)[14].
  - Ravissement de Sainte Dévote entourée d'Anges (1841)[15].
- Velone-Orteno (chapelle Saint Nicolas): 
  - Tableau d'Autel: Saint Nicolas du Bari et les trois enfants émergeant du saloir (1848)[16]
- Ficaja (chapelle Sainte Marie):
  - Vierge à l'Enfant entourée d'anges (1866)[17].
- Casalta (église de l'Annonciation):
  - Tableau d'Autel: L'Annonciation (1885)[18].
- Pero Casevecchie (église de l'Annonciation):
  - Saint Joseph et l'Enfant Jésus (1855)[19].
- Pero Casevecchie (église de l'Assomption):
  - L'Assomption[20].
- Pietra Di Verde (église Saint Elie):
  - Le char de feu de Saint Elie.
- Poggio Mezzana (église Saint Jean Baptiste):
  - Tableau d'Autel: Decollation de Saint Jean Baptiste)[21].
- Quercitello (Notre Dame du Mont Carmel): 
  - Saint Roch de Montpellier (1892)[22].

### Bannières peintes
- Bannières conservées au musée d'Ajaccio (restauration en 1988 par M Marion Perret du Cray[23])
  - Bannière de la crucifixion[24] (signée "J. Giordani Fecit 1852
  - Bannière des pénitents blancs[25]
  - Bannière du saint  sacrement[26]
  - Bannière du rosaire[27]

### Expositions
- Lyon (1872): présentation de quatre tableaux[28] (Mater dolorosa, Ecce Homo, Vierge à l'Enfant, David).

## Sources et références
1. ↑  Pierre Claude Giansily, Histoire de la peinture en Corse aux XIXe et XXe siècles et Dictionnaire des peintres., Colonna Editions, 2010 (ISBN 978-2-915922-36-3), p. 219
2. ↑  Acte de naissance de Joseph Giordani, archives départementales de Haute-Corse, Bastia, 1815
3. ↑  Acte de mariage de Joseph Giordani, archives municipales de La Porta, 17/03/1836
4. ↑  Arrêté du 04 mai 1884 de la Cour de cassation de Bastia
5. ↑  Acte de décès de Joseph Giordani, Archives municipales de La Porta, 1897
6. ↑  Base Palissy, notice IM2B001660
7. ↑  Base Palissy, notice IM2B000862
8. ↑  Base Palissy, notice IM2B001476
9. ↑  Base Palissy, notice IM2B001534
10. ↑  Nicolas Mattei, Les églises baroques de Corse, DCL éditions, 2000 (ISBN 2-911-797-38 8), p. 116
11. ↑  Nicolas Mattei, Le baroque religieux corse, Albiana, 2009 (ISBN 978-2-84698-289-4), p. 444
12. ↑  Base Palissy, notice IM2B001637
13. ↑  Base Palissy, notice IM2B001644
14. ↑  Base Palissy, notice IM2B001465
15. ↑  Base Palissy, notice IM2B001477
16. ↑  Base Palissy, notice IM2B001626
17. ↑  Base Palissy, notice IM2B001385
18. ↑  Base Palissy, notice IM2B000173
19. ↑  Base Palissy, notice IM2B001449
20. ↑  Base Palissy, notice IM2B001459
21. ↑  Base Palissy, notice IM2B001701
22. ↑  Base Palissy, notice IM2B001560
23. ↑  Marion Perret du Cray, « Bannières de pénitents corses. Peintures double face. J. Giordani, 1852. », Médiathèque numérique de l'Institut national du patrimoine, 15 octobre 1988,‎ 1988 (lire en ligne)
24. ↑  Musée des beaux Arts d'Ajaccio, n° 73-73-234
25. ↑  Musée des beaux Arts d'Ajaccio, n° 73-73-232
26. ↑  Musée des beaux Arts d'Ajaccio, n° 73-73-233
27. ↑  Musée des beaux Arts d'Ajaccio, n° 73-73-235
28. ↑  Dominique Dumas, Salons à Lyon, 1786-1918; Catalogue des exposants et liste de leurs oeuvres, Tome II, L'échelle de Jacob, 2007, p. 600